# SC Alstertal-Langenhorn

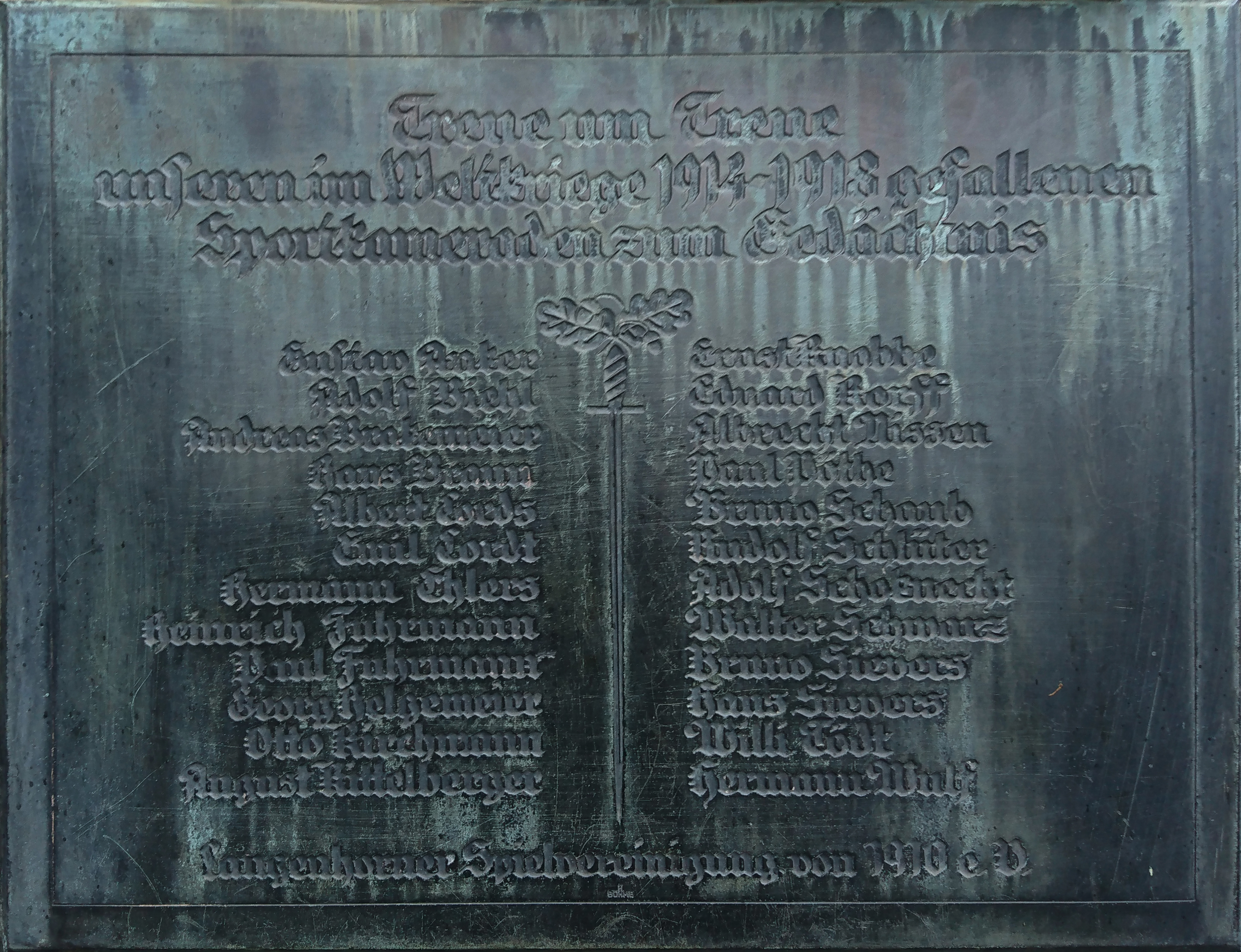
Tafel im Gedenkstein von der Langenhorner Spielervereinigung von 1910 e. V., die an den im Ersten Weltkrieg gefallenen Sportkameraden erinnert. Ort: Fußballanlage Siemershöh vom SC Alstertal Langenhorn e. V.

Der Sportclub Alstertal-Langenhorn e. V. (kurz auch SCALA genannt) ist der größte Sportverein im Bezirk Hamburg-Nord mit 7.990 Mitgliedern (Stand: 1. Juli 2025). Der Verein ist auf den Breitensport ausgelegt.

## Geschichte
Die gesamte Vereinsgeschichte reicht bis ins Jahr 1909 zurück, als der Arbeitersportverein FTSV Fichte Langenhorn gegründet wurde. Ein Jahr später wurde die Langenhorner SpVgg. aus der Taufe gehoben (später umgetauft in TSV). Fichte Langenhorn wurde – wie alle Arbeitersportvereine – 1933 von den Nationalsozialisten verboten, gründete sich aber nach Ende der Nazi-Herrschaft wieder. Beide Langenhorner Vereine fusionierten 1974 zum SC Langenhorn. 2002 schloss sich dieser SC Langenhorn mit dem benachbarten TuS Alstertal aus Fuhlsbüttel zum SC Alstertal-Langenhorn zusammen.
Die größten Erfolge eines der drei Vorgängervereine waren die beiden Meistertitel der Alstertaler Frauen im Großfeldhandball 1951 und 1952.

## Basketball

### Saison 2011/12
Die 1. Mannschaft der Frauen spielt in der 2. Regionalliga. Ein großer Teil der Spielerinnen wird innerhalb einer Kooperation mit dem SC Rist-Wedel in der 2. Damen-Basketball-Bundesliga (DBBL) eingesetzt.

### Saison 2008/09
Die 1. Mannschaft der Frauen spielt in der Regionalliga Nord und erreichte dort den 1. Platz in der Saison 2008/09.
Die 1. Mannschaft der Männer stieg von der Hamburger Stadtliga in die Oberliga auf.

## Handball
Der Handballsport war vor allem beim TuS Alstertal stark vertreten. Bereits 1951 und 1952 wurden die Frauen Deutsche Meisterinnen auf dem Großfeld. Die erste Herren-Mannschaft spielte auf dem Großfeld 1963/64 in der Oberliga Nord, musste jedoch als Tabellenletzter absteigen. Nach mehreren Jahrzehnten in den Niederungen des unterklassigen Sports, stieg die erste Frauenmannschaft 1986 erstmals in die Zweite Bundesliga auf. Zwar musste man direkt wieder absteigen, kehrte aber bereits 1988 zurück. Diesmal waren die Fuhlsbüttlerinnen besser gerüstet: Es gelang auf Anhieb die Vizemeisterschaft und damit der direkte Aufstieg in die Hallenhandball-Bundesliga. In der Erstligasaison war das Team allerdings überfordert und mit nur fünf Punkten aus 22 Spielen folgte dem letzten Platz der Abstieg. Bis 1994 konnten sich die Fuhlsbüttlerinnen noch in der Zweitklassigkeit halten, stiegen dann aber sogar wieder in die Regionalliga ab. Nach der Spielzeit 1999/2000 stieg der TuS Alstertal dann auch aus der Regionalliga-Nord in die viertklassige Oberliga ab. Die weibliche A-Jugend des TuS Alstertal gewann in den Saisons 1981/82, 1985/86 und 1986/87 jeweils die Deutsche wA-Meisterschaft.
Nach der Vereinsfusion gelang SCALA 2005 und 2007 noch jeweils der Aufstieg in die Regionalliga, aus der man aber stets postwendend wieder abstieg. 2010 verpasste das Team als Meister der Oberliga Hamburg die Qualifikation für die Dritte Liga in zwei Relegationsspielen (23:21 und 27:31) gegen den TSV Altenholz. Im Jahre 2018 stieg SCALA nach dem Gewinn der Oberliga-Meisterschaft direkt in die 3. Liga auf. In der Saison 2021/22 konnte man die Liga nicht halten.

## Leichtathletik
Traditionell wurde in allen drei Gründungsvereinen die Leichtathletik hoch gehalten. Besonders in den gut zwanzig Jahren nach dem Zweiten Weltkrieg gab es auch überregionale Erfolge durch Mitglieder des TuS Alstertal, so konnte Elfriede Möller bei den Deutschen Leichtathletik-Meisterschaften 1946 hinter Seriensiegerin Marga Petersen von Werder Bremen den Vizemeistertitel über 100 Meter erlaufen. Zwei Jahre später gewann sie über die gleiche Strecke Bronze. 1961, 1963, 1964 und 1965 wurde die Alstertalerin Antje Gleichfeld Deutsche Meisterin über 800 Meter, 1958 und 1965 über 400 Meter. Ihre Vereinskameradin Karin Kessler folgte ihr in den Jahren 1966 und 1967.
Die Leichtathletik-Gemeinschaft LG Alsternord Hamburg ist eine seit 40 Jahren bestehende Kooperation der Vereine TuRa Harksheide, 1. SC Norderstedt und SC Alstertal-Langenhorn. Sie war die erste solche Kooperation über die Grenzen von Bundesländern hinweg.

## Fußball
Einen hohen Stellenwert im Verein hat die Fußballabteilung, welche 1949/50 erstmals in Hamburgs höchster Spielklasse spielen konnte, allerdings direkt wieder abstieg. Mit dem Wiederaufstieg zur Saison 1961/62 begann die erfolgreichste Zeit des Fußballs in Langenhorn. 1968 qualifizierte sich der Langenhorner TSV für den DFB-Pokal. Gleich in der ersten Runde kam allerdings das Aus gegen den SC Sperber aus dem benachbarten Alsterdorf. 1969 und 1970 konnte der LTSV sogar Hamburger Meister werden, scheiterte allerdings am Aufstieg. Direkt im ersten Jahr nach der Fusion mit Fichte Langenhorn stieg der SC Langenhorn ab, konnte zur Saison 1991/92 aber wieder in die höchste Hamburger Klasse zurückkehren, welche sie erst im Jahre 2000 verlassen mussten. 2000/01 wurde der SCL in der Landesliga Hammonia mit null Punkten und 18:163 Toren abgeschlagener Letzter, in der darauffolgenden Saison meldete die erste Mannschaft vom Spielbetrieb in der Bezirksliga ab, erst 2002/03 ging der neue Verein SC Alstertal-Langenhorn in der Kreisliga (8. Liga im Ligasystem) wieder auf Punktejagd. Ab 2007/08 spielte der Verein in der Bezirksliga Hamburg Nord (7. Liga) und schaffte 2011 den Aufstieg in die Landesliga (6. Liga). In der Saison 2012/2013 konnte sich die Mannschaft durch einen zweiten Platz in der „Landesliga Hammonia“ für die Spielzeit 13/14 für die Oberliga Hamburg qualifizieren, aus der der SCALA prompt wieder abstieg.
Die zweite Mannschaft von SCALA erreichte 2011 ebenfalls einen Aufstieg, und zwar von der Kreisklasse in die Kreisliga (8. Liga) und stieg weiter 2013 in die Bezirksliga Nord auf. Nach der Hamburger Meisterschaft 2009/2010 der A-Jugend meldete der SC Alstertal-Langenhorn erstmals eine Mannschaft in der A-Jugend-Regionalliga, stieg aus dieser 2011 jedoch direkt wieder ab.

### Ligaplatzierungen seit 2002
Quelle:
| Saison  | Liga                | Platz | Tore    | Punkte           |
| ------- | ------------------- | ----- | ------- | ---------------- |
| 2002/03 | Kreisliga 5         | 04    | 064:031 | 65               |
| 2003/04 | Kreisliga 6         | 03    | 108:043 | 63               |
| 2004/05 | Kreisliga 5         | 02    | 082:034 | 64               |
| 2005/06 | Kreisliga 5         | 07    | 068:046 | 42               |
| 2006/07 | Kreisliga 6         | 01    | 078:018 | 71               |
| 2007/08 | Bezirksliga Nord    | 08    | 059:064 | 36               |
| 2008/09 | Bezirksliga Nord    | 07    | 055:051 | 44               |
| 2009/10 | Bezirksliga Nord    | 03    | 073:048 | 60               |
| 2010/11 | Bezirksliga Nord    | 01    | 085:028 | 76               |
| 2011/12 | Landesliga Hammonia | 04    | 071:048 | 46               |
| 2012/13 | Landesliga Hammonia | 02    | 064:044 | 56               |
| 2013/14 | Oberliga Hamburg    | 16    | 045:087 | 27               |
| 2014/15 | Landesliga Hammonia | 08    | 055:057 | 42               |
| 2015/16 | Landesliga Hammonia | 10    | 045:067 | 34               |
| 2016/17 | Landesliga Hammonia | 10    | 046:068 | 39               |
| 2017/18 | Landesliga Hammonia | 11    | 058:050 | 37               |
| 2018/19 | Landesliga Hammonia | 15    | 047:106 | 15               |
| 2019/20 | Bezirksliga Nord    | 08    | 039:040 | 32               |
| 2020/21 | Bezirksliga Nord    | 16    | 03:010  | 00 (abgebrochen) |
| 2021/22 | Bezirksliga 4       | 11    | 040:070 | 15               |
| 2022/23 | Kreisliga 2         | 03    | 109:043 | 63               |
| 2023/24 | Kreisliga 6         | 03    | 118:046 | 64               |

## Tischtennis
Die Damen des Langenhorner TSV spielten bereits in den 1950er Jahren in der Stadtliga, der damals höchsten Spielklasse. Bei Fichte und seit Mitte der 1960er Jahre auch beim TuS Alstertal gab es ebenfalls Tischtennis-Abteilungen. In der Spielzeit 2024/25 verfügt der Klub über sechs Herren-Mannschaften, eine Damen-Mannschaft und drei U19-Jungen Mannschaften. Die erste Herren-Mannschaft startet ebenso wie die Damen-Mannschaft in der 1. Bezirksliga.

## Volleyball
Die Frauen des SC Langenhorn spielten 1984/85 in der ersten Bundesliga. Die erste Frauenmannschaft des SC Alstertal-Langenhorn spielte 2012/13 und von 2015 bis 2019 in der Dritten Liga Nord.

## Weitere Sportarten
Neben den genannten Sportarten bietet der SC Alstertal-Langenhorn die Sportarten Aerobic, Akrobatik, Aquagymnastik, Badminton, Ballett, Basketball, Cheerleading, Crosstraining, Eltern-Kind-Turnen, Fitness, Frauenfußball, Gesundheitssport, Gymnastik, Hockey, Judo, Ju-Jutsu, Karate, Kinderturnen, Koronarsport, Kung Fu, Nordic Walking, Herzsport, Pilates, Rope Skipping, Rhythmische Sportgymnastik, Taekwondo, Tanzen, Trampolin, Wandern, Yoga, Schwimmen, Tennis, Turnen und Tischtennis an.
Mitte der 1950er Jahre gab es beim FTSV Fichte zudem eine Rugby-Mannschaft, die in der Hamburger Liga spielte. Beim TuS Alstertal gab es eine Faustball-Abteilung, die ebenfalls in den 1950er in der Damen-Landesliga, der damals höchsten Spielklasse, antrat.

## Sportplätze
Der SC Alstertal-Langenhorn hat als Breitensportverein eine Reihe Sportplätze in und um Langenhorn. Die Herrenfußballmannschaften spielen auf der Fußballanlage Siemershöh an der Langenhorner Chaussee im Süden des Stadtteils. Zudem werden Spiele der anderen Mannschaften noch auf dem Hermann-Löns-Platz in Fuhlsbüttel, den Sportplätzen Neubergerweg und Oehleckerring in Langenhorn sowie dem Sportplatz Hummelsbütteler Kirchenweg in Hummelsbüttel ausgetragen.